# Kabinett Ryti I
Das Kabinett Ryti I war das 23. Kabinett in der Geschichte Finnlands. Es amtierte vom 1. Dezember 1939 bis zum 27. März 1940. Das Kabinett bestand aus den Parteien Landbund (ML), Sozialdemokratische Partei Finnlands (SDP), Schwedische Volkspartei (RKP) und Nationale Fortschrittspartei (ED).

## Minister
| Ressort                                | Name                      | Partei     | Amtszeitbeginn   | Amtszeitende  |
| -------------------------------------- | ------------------------- | ---------- | ---------------- | ------------- |
| Ministerpräsident                      | Risto Ryti                | ED         | 1. Dezember 1939 | 27. März 1940 |
| Äußeres                                | Väinö Tanner              | SDP        | 1. Dezember 1939 | 27. März 1940 |
| Justiz                                 | Johan Otto Söderhjelm     | RKP        | 1. Dezember 1939 | 27. März 1940 |
| Inneres                                | Ernst von Born            | RKP        | 1. Dezember 1939 | 27. März 1940 |
| Verteidigung                           | Juho Niukkanen            | ML         | 1. Dezember 1939 | 27. März 1940 |
| Finanzen                               | Mauno Pekkala             | SDP        | 1. Dezember 1939 | 27. März 1940 |
| Bildung                                | Uuno Hannula              | ML         | 1. Dezember 1939 | 27. März 1940 |
| Landwirtschaft                         | Pekka Heikkinen           | ML         | 1. Dezember 1939 | 27. März 1940 |
| Minister im Landwirtschaftsministerium | Juho Koivisto             | ML         | 1. Dezember 1939 | 27. März 1940 |
| Verkehr und öffentliche Arbeiten       | Väinö Salovaara           | SDP        | 1. Dezember 1939 | 27. März 1940 |
| Handel und Industrie                   | Väinö Kotilainen          | unabhängig | 1. Dezember 1939 | 27. März 1940 |
| Soziales                               | Karl-August Fagerholm     | SDP        | 1. Dezember 1939 | 27. März 1940 |
| Versorgung                             | Berndt Rainer von Fieandt | unabhängig | 1. Dezember 1939 | 27. März 1940 |
| ohne Portfolio                         | Juho Kusti Paasikivi      | unabhängig | 1. Dezember 1939 | 27. März 1940 |